# 425 Cornelia
425 Cornelia là một tiểu hành tinh lớn ở vành đai chính. Nó được Auguste Charlois phát hiện ngày 28.12.1896 ở Nice và có lẽ được đặt theo tên Cornelia Africana, con gái của Scipio Africanus (235-183 trước Công nguyên).